# Har Biranit
Har Biranit (hebrejsky: הר בירנית) je hora o nadmořské výšce přes 780 metrů v severním Izraeli, v Horní Galileji.
Má podobu rozsáhlého masivu, který je situován na dotyk s hranicí s Libanonem, cca 1,5 kilometru jihovýchodně od vesnice Netu'a a 2,5 kilometru severozápadně od obce Matat. Vrcholová partie hory je pokryta areál vojenské základny Biranit, kde od 60. let 20. století stála mezitím vysídlená židovská vesnice. Okolo základny prochází východozápadním směrem lokální silnice 899, ze které tu odbočuje k jihu lokální silnice 8944. Svahy hory jsou zejména na jižní straně pokryty hustými lesy. Po jižním úbočí hory prochází údolí vádí Nachal Biranit, do kterého tu ústí zleva vádí Nachal Matat pramenící na sousedním vrchu Har Matat. Dál k jihu se terén zarovnává do náhorní planiny okolo města Fasuta. Po severním úbočí protéká další vádí, jež tu tvoří mezinárodní hranici.